# Estadística bayesiana

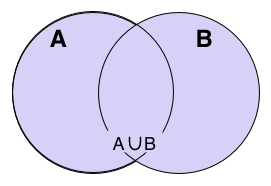
Censo bayesiano.

La estadística bayesiana es un subconjunto del campo de la estadística en la que la evidencia sobre el verdadero estado del mundo se expresa en términos de grados de creencia o, más específicamente, las probabilidades bayesianas. Tal interpretación es sólo una de una serie de interpretaciones de la probabilidad y hay otras técnicas estadísticas que no se basan en "grados de creencia".

## Esquema
El conjunto general de las técnicas estadísticas se puede dividir en una serie de actividades, muchas de las cuales tienen versiones especiales bayesianas.

### La inferencia estadística
Inferencia bayesiana es un enfoque de la inferencia estadística, que es distinta de la inferencia frecuentista. Se basa específicamente en el uso de probabilidades bayesianas al resumir las pruebas.

### Modelado estadístico
La formulación de modelos estadísticos para su uso en la estadística bayesiana tiene la característica adicional, no presente en otros tipos de técnicas estadísticas, de que requiere la formulación de un conjunto de distribuciones previas para los parámetros desconocidos. Tales distribuciones previas son tanto parte del modelo estadístico como de la parte que expresa la distribución de probabilidad de las observaciones dadas los parámetros del modelo. La especificación de un conjunto de distribuciones previas para un problema puede implicar hiper-parámetros y distribuciones "hyper-prior" .

### Diseño de experimentos
Las consideraciones habituales en el diseño de experimentos se extienden, en el caso del diseño Bayesiano, de experimentos para incluir la influencia de las creencias anteriores. Es importante destacar que la aplicación de técnicas de análisis secuencial permiten que el resultado de los experimentos anteriores pueda influir en el diseño del siguiente experimento, basado en la actualización de creencias según lo expresado por la anterior y posterior distribución. Parte del problema del diseño de experimentos es que deben hacer un buen uso de los recursos de todo tipo: un ejemplo del diseño bayesiano de experimentos destinados a su eficiencia es "el problema del bandido con múltiples brazos".

### Gráficos estadísticos
Los gráficos estadísticos incluyen métodos para la exploración de datos, para la validación de modelos, etc. El uso de ciertas técnicas computacionales modernas para la inferencia bayesiana, específicamente diversos tipos de técnicas Monte Carlo de cadenas de Markov, han dado lugar a la necesidad de controles, a menudo hechas en forma gráfica, sobre la validez de este tipo de cálculos en la expresión de las distribuciones posteriores requeridas.

### Aplicaciones de la estadística Bayesiana en diversas ramas científicas
La estadística bayesiana, aunque no nueva, está experimentando una popularidad creciente gracias al avance tecnológico en la computación. Sus ventajas sobre la estadística frecuentista incluyen la eliminación de supuestos como la homocedasticidad y la distribución normal de los datos, lo que la hace más flexible y precisa en la descripción de los datos. Además, no se ve afectada por el tamaño de la muestra y utiliza la probabilidad para medir la incertidumbre, lo que la convierte en un enfoque poderoso y adaptable en la modelización de datos. Actualmente se utilizan modelos bayesianos para el análisis de escalas Likert, metaanálisis y pruebas estadísticas de asociación, así como también se emplean analogías bayesianas para el análisis multivariado.